# Římskokatolická farnost Malšice
Římskokatolická farnost Malšice je územním společenstvím římských katolíků v rámci táborského vikariátu českobudějovické diecéze.

## O farnosti

### Historie

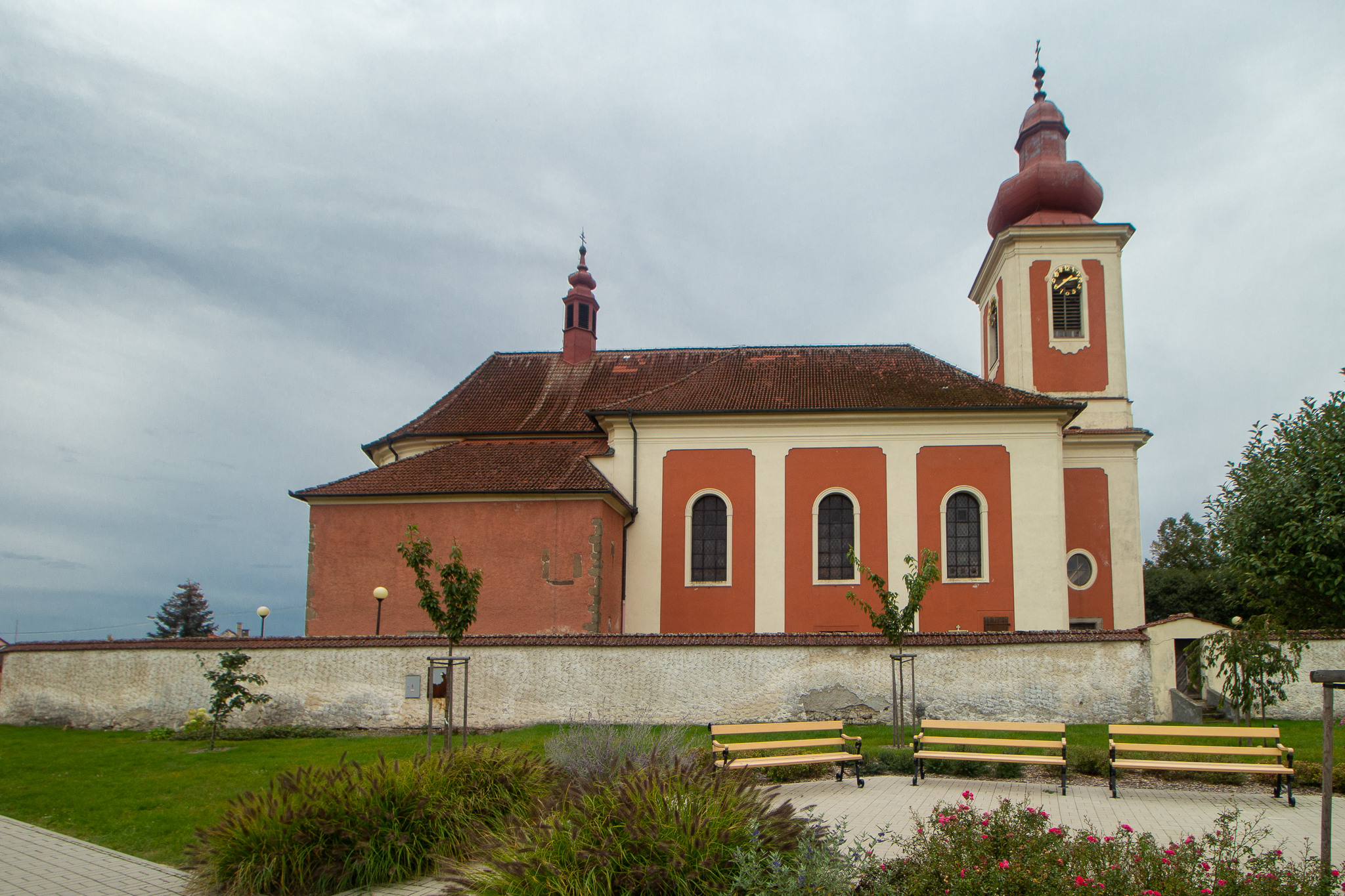
Kostel Nejsvětější Trojice v Malšicích

V roce 1373 je v Malšicích doložena plebánie. Ta v pozdější době zanikla a Malšice byly přifařeny k Bechyni a od roku 1673 k Plané nad Lužnicí. Samostatná farnost v Malšicích byla obnovena až v roce 1737. Ve druhé půli 20. století přestal být do farnosti ustanovován sídelní duchovní správce.

### Současnost
Farnost je administrována ex currendo z děkanství v Táboře.
| Kostel                     | Místo         | Bohoslužba               | Bohoslužba             | Poznámka     |
| -------------------------- | ------------- | ------------------------ | ---------------------- | ------------ |
| Kaple                      | Bečice        | neslouží se pravidelně   | neslouží se pravidelně | obecní kaple |
| Kaple                      | Čenkov        | neslouží se pravidelně   | neslouží se pravidelně | obecní kaple |
| Kaple                      | Dražičky      | neslouží se pravidelně   | neslouží se pravidelně | obecní kaple |
| Kaple                      | Hnojná Lhotka | neslouží se pravidelně   | neslouží se pravidelně | obecní kaple |
| Kostel Nejsvětější Trojice | Malšice       | sudá neděle lichá sobota | 11.00 18.00            | farní kostel |